# زمین‌لرزه ۱۹۳۵ جزیره‌های اردک–مرمره
زمین‌لرزه ترکیه  در تاریخ ۴ ژانویه ۱۹۳۵ میلادی، برابر با ‎۱۴ دی ۱۳۱۳، ساعت ۱۴:۴۱:۰۰ به زمان یوتی‌سی در ترکیه رخ داد. ژرفای این زلزله ۷ کیلومتر بود. بزرگی آن ۶٫۲ در مقیاس ریشتر اعلام شده‌است. زمین‌لرزه به وقت محلی در روز جمعه، ساعت ۱۶ روی داده و منطقه زمانی آن یوتی‌سی +۲ بوده‌است (با لحاظ تغییر ساعت تابستانی).
سازمان زمین‌شناسی آمریکا نیز جای این زمین‌لرزه را در مختصات ۴۰°۳۰′شمالی ۲۷°۳۰′شرقی / ۴۰٫۵°شمالی ۲۷٫۵°شرقی و بزرگی آنرا برابر با ۶٫۲ در مقیاس ریشتر اعلام کرده‌است. ژرفای گزارش شده از سوی این سازمان ۷ کیلومتر می‌باشد.
شمار کشتگان زلزله حدود ۵ نفر بوده‌است.تعداد زخمیان ۳۰ نفر برآورده شده‌است.